# Geert Houck
Geert Houck (Oostende, 3 december 1968) is een Vlaamse presentator voor radio en televisie. Sinds 2001 werkt hij voor Radio 2 Oost-Vlaanderen.

## Opleiding en carrière
Houck studeerde Germaanse filologie en communicatiewetenschappen aan de Universiteit Gent. Tijdens zijn studies begon hij te werken bij Studio Brussel, waar hij zou blijven tot 2001. Toen maakte hij de overstap naar Radio 2 Oost-Vlaanderen, waar hij eerst Ochtendpost presenteerde, en later Middagpost.
Van 1995 tot 2009 werkte hij ook als nieuwslezer voor Focus-WTV.